# Montigny-sur-Chiers
Pour les articles homonymes, voir Montigny.
Montigny-sur-Chiers est une commune française située dans le département de Meurthe-et-Moselle en région Grand Est.

## Géographie

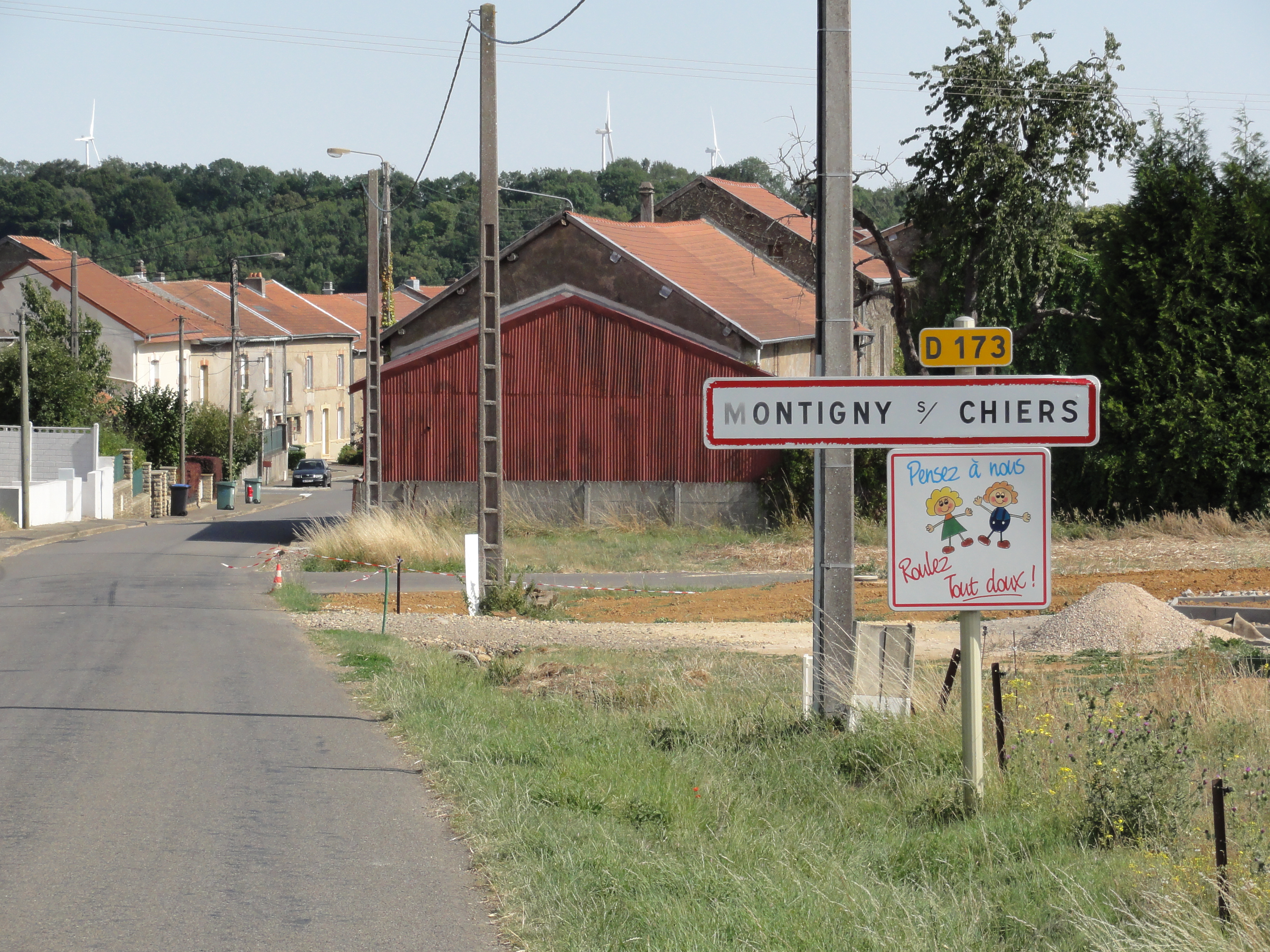
Entrée de Montigny-sur-Chiers.
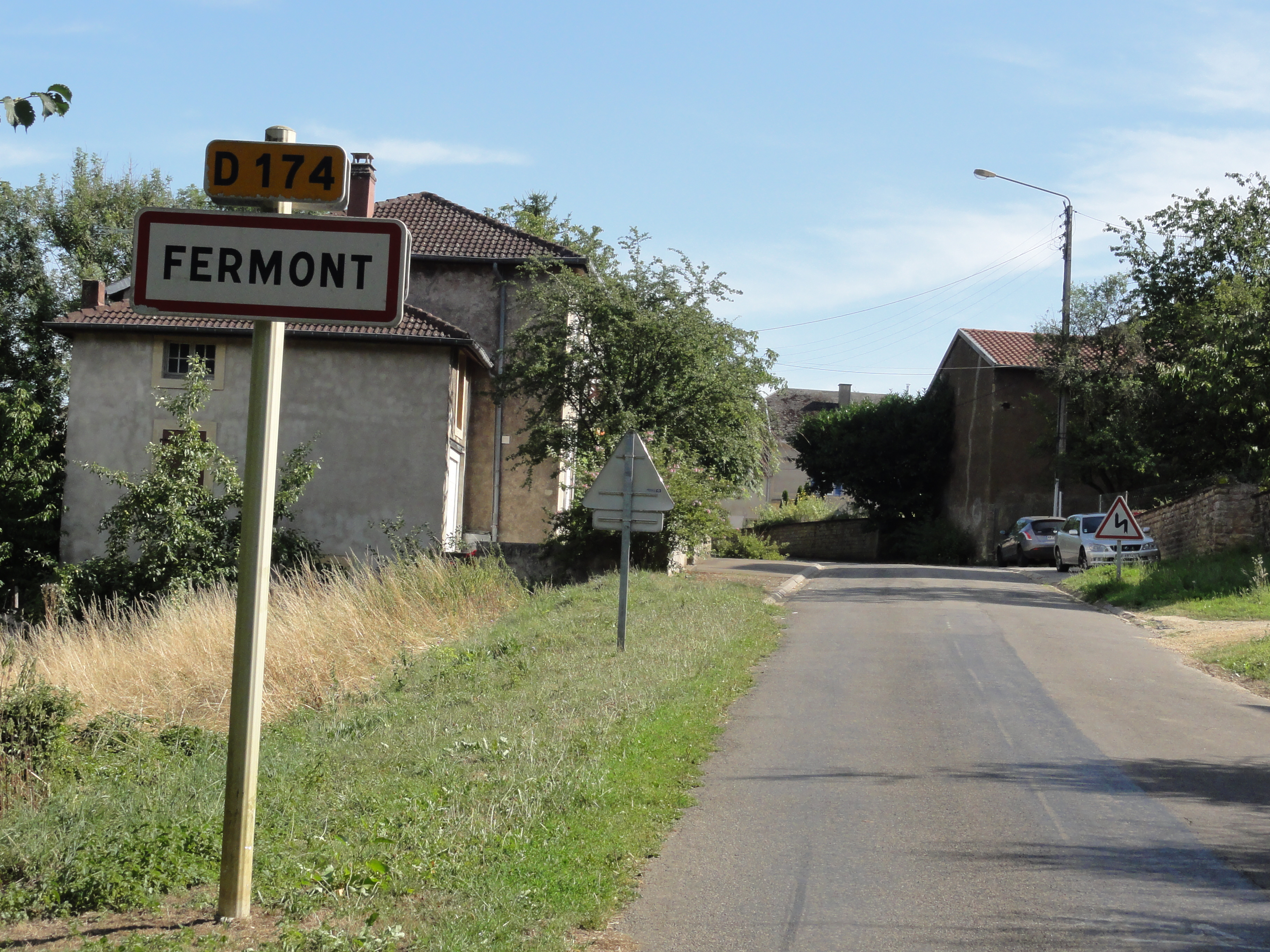
Entrée de Fermont.
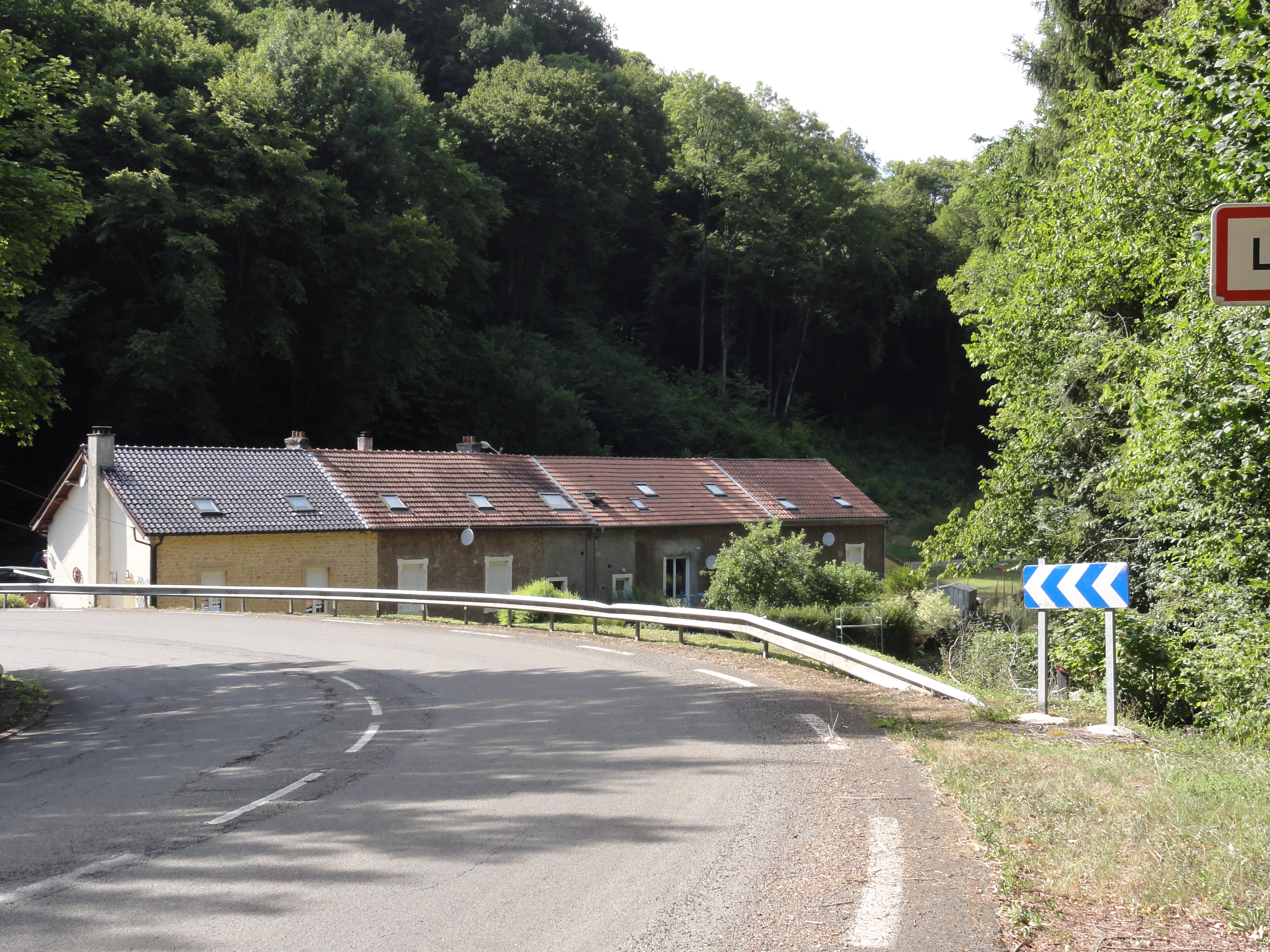
Entrée de La Roche.

| Fresnois-la-Montagne | Villers-la-Chèvre   | Cons-la-Grandville |
| Viviers-sur-Chiers   | Montigny-usr-Chiers |                    |
|                      | Beuveille           | Ugny               |

### Hydrographie

#### Réseau hydrographique
La commune est dans le bassin versant de la Meuse au sein du bassin Rhin-Meuse. Elle est drainée par la Chiers et le ruisseau de Ugny,.
La Chiers, d'une longueur de 127 km, prend sa source dans la commune de Mont-Saint-Martin et se jette  dans la Meuse à Remilly-Aillicourt, après avoir traversé 46 communes. Les caractéristiques hydrologiques de la Chiers sont données par la station hydrologique située sur la commune. Le débit moyen mensuel est de 4,53 m3/s. Le débit moyen journalier maximum est de 77,3 m3/s, atteint lors de la crue du 21 décembre 1993. Le débit instantané maximal est quant à lui de 95 m3/s, atteint le 5 janvier 2001.

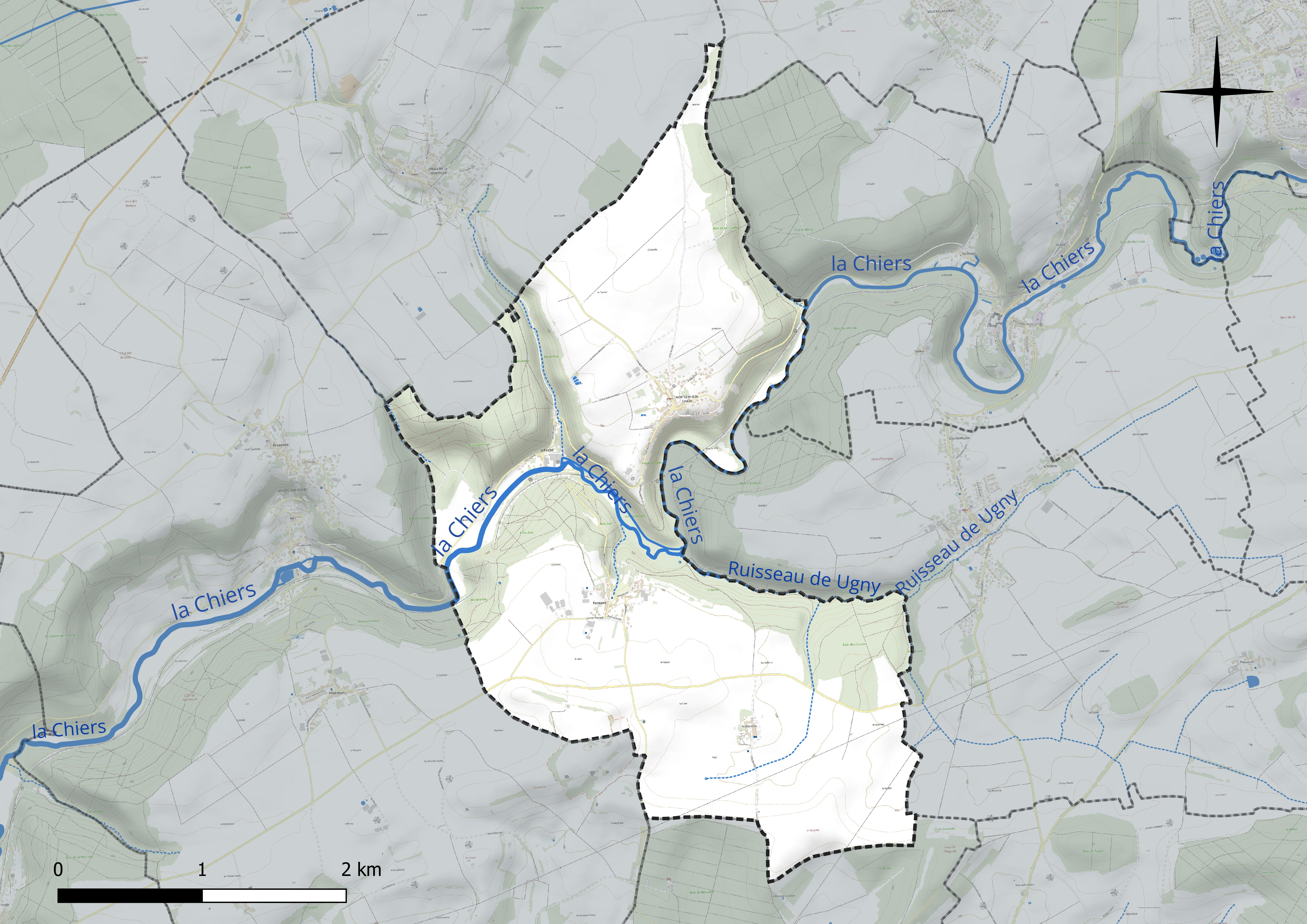
Réseau hydrographique de Montigny-sur-Chiers.

Un plan d'eau complète le réseau hydrographique : les étangs de Juminel, d'une superficie totale de 0,3 ha (0,1 ha sur la commune),.

#### Gestion et qualité des eaux
Le territoire communal est couvert par le schéma d'aménagement et de gestion des eaux (SAGE) « Bassin ferrifère ». Ce document de planification concerne le périmètre des anciennes galeries des mines de fer, des aquifères et des bassins versants hydrographiques associés qui s’étend sur 2 418 km2. Les bassins versants concernés sont celui de la Chiers en amont de la confluence avec l'Othain, et ses affluents (la Crusnes, la Pienne, l'Othain), celui de l'Orne et ses affluents et celui de la Fensch, le Veymerange, la Kiesel et les parties françaises du bassin versant de l'Alzette et de ses affluents (Kaylbach, ruisseau de Volmerange). Il a été approuvé le 27 mars 2015. La structure porteuse de l'élaboration et de la mise en œuvre est la région Grand Est. 
La qualité des cours d’eau peut être consultée sur un site dédié géré par les agences de l’eau et l’Agence française pour la biodiversité. 

### Climat
Pour des articles plus généraux, voir Climat du Grand Est et Climat de Meurthe-et-Moselle.
En 2010, le climat de la commune est de type climat de montagne, selon une étude du Centre national de la recherche scientifique s'appuyant sur une série de données couvrant la période 1971-2000. En 2020, Météo-France publie une typologie des climats de la France métropolitaine dans laquelle la commune est exposée à un climat semi-continental et est dans la région climatique  Lorraine, plateau de Langres, Morvan, caractérisée par un hiver rude (1,5 °C), des vents modérés et des brouillards fréquents en automne et hiver. 
Pour la période 1971-2000, la température annuelle moyenne est de 9,3 °C, avec une amplitude thermique annuelle de 16 °C. Le cumul annuel moyen de précipitations est de 921 mm, avec 14,1 jours de précipitations en janvier et 9,4 jours en juillet. Pour la période 1991-2020, la température moyenne annuelle observée sur la station météorologique de Météo-France la plus proche, « Villette », sur la commune de Villette à 9 km à vol d'oiseau, est de 10,1 °C et le cumul annuel moyen de précipitations est de 909,4 mm. 
La température maximale relevée sur cette station est de 39 °C, atteinte le 25 juillet 2019 ; la température minimale est de −14,8 °C, atteinte le 20 décembre 2009,,. 
Les paramètres climatiques de la commune ont été estimés pour le milieu du siècle (2041-2070) selon différents scénarios d'émission de gaz à effet de serre à partir des nouvelles projections climatiques de référence DRIAS-2020. Ils sont consultables sur un site dédié publié par Météo-France en novembre 2022.

## Urbanisme

### Typologie
Au 1er janvier 2024, Montigny-sur-Chiers est catégorisée commune rurale à habitat dispersé, selon la nouvelle grille communale de densité à sept niveaux définie par l'Insee en 2022.
Elle est située hors unité urbaine. Par ailleurs la commune fait partie de l'aire d'attraction de Longwy, dont elle est une commune de la couronne,. Cette aire, qui regroupe 23 communes, est catégorisée dans les aires de moins de 50 000 habitants,.

### Occupation des sols
L'occupation des sols de la commune, telle qu'elle ressort de la base de données européenne d’occupation biophysique des sols Corine Land Cover (CLC), est marquée par l'importance des territoires agricoles (65,1 % en 2018), une proportion identique à celle de 1990 (65,1 %). La répartition détaillée en 2018 est la suivante : 
terres arables (55,6 %), forêts (31,6 %), prairies (5 %), zones agricoles hétérogènes (4,5 %), zones urbanisées (3,3 %). L'évolution de l’occupation des sols de la commune et de ses infrastructures peut être observée sur les différentes représentations cartographiques du territoire : la carte de Cassini (XVIIIe siècle), la carte d'état-major (1820-1866) et les cartes ou photos aériennes de l'IGN pour la période actuelle (1950 à aujourd'hui).

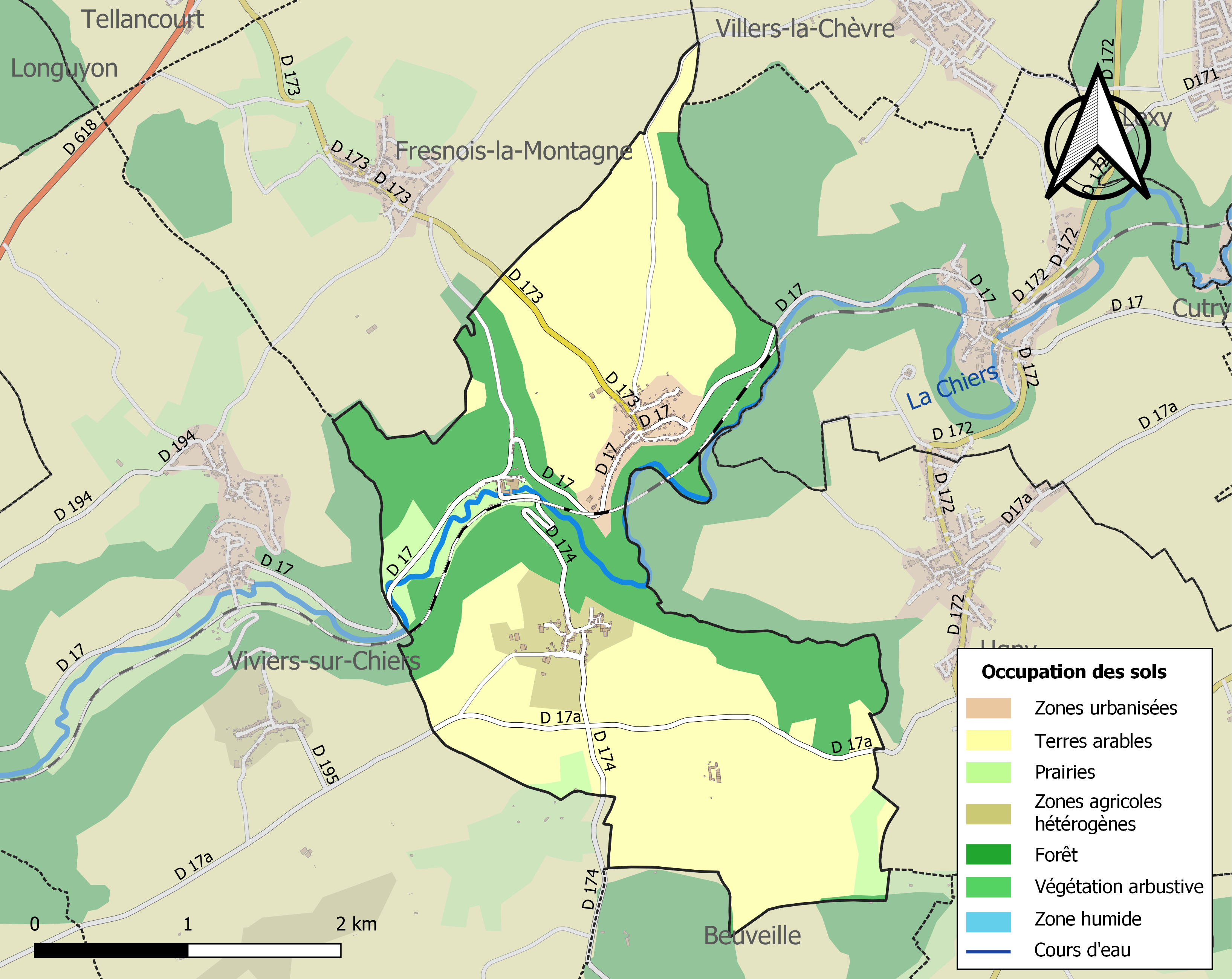
Carte des infrastructures et de l'occupation des sols de la commune en 2018 (CLC).

## Toponymie
Du latin Montinius. Montiniacum en 893, Montigny sur Chierre en 1793[réf. nécessaire].

La Chiers est une rivière franco-belgo-luxembourgeoise (elle porte également le nom de Korn ou Kor pour sa partie coulant au Luxembourg ; en luxembourgeois Kuer). Elle traverse le territoire de la commune.

## Histoire
- Village de l'ancienne province du Barrois, rattaché au bailliage de Longuyon.
- Montigny-sur-Chiers et son écart de Fermont, sont fusionnés depuis 1811.

## Politique et administration
| Période                                  | Période                   | Identité                                             | Étiquette | Qualité                                   |
| ---------------------------------------- | ------------------------- | ---------------------------------------------------- | --------- | ----------------------------------------- |
| Les données manquantes sont à compléter. |                           |                                                      |           |                                           |
| 1851                                     |                           | Pierre Nicolas Cless                                 |           |                                           |
| mars 2001                                | janvier 2011              | Jean-Claude Brinster                                 |           |                                           |
| janvier 2011                             | 29 mars 2014              | Jacques Hengsen                                      |           |                                           |
| mars 2014                                | En cours (au 25 mai 2020) | Jean-Jacques Pierret, Réélu pour le mandat 2020-2026 |           | Ingénieur ou cadre technique d'entreprise |

## Population et société

### Démographie
L'évolution du nombre d'habitants est connue à travers les recensements de la population effectués dans la commune depuis 1793. Pour les communes de moins de 10 000 habitants, une enquête de recensement portant sur toute la population est réalisée tous les cinq ans, les populations de référence des années intermédiaires étant quant à elles estimées par interpolation ou extrapolation. Pour la commune, le premier recensement exhaustif entrant dans le cadre du nouveau dispositif a été réalisé en 2008.

En 2022, la commune comptait 479 habitants, en évolution de −2,44 % par rapport à 2016 (Meurthe-et-Moselle : −0,13 %, France hors Mayotte : +2,11 %).
| 1793 | 1800 | 1806 | 1821 | 1836 | 1841 | 1861 | 1866 | 1872 |
| ---- | ---- | ---- | ---- | ---- | ---- | ---- | ---- | ---- |
| 234  | 213  | 261  | 410  | 424  | 417  | 502  | 557  | 504  |

| 1876 | 1881 | 1886 | 1891 | 1896 | 1901 | 1906 | 1911 | 1921 |
| ---- | ---- | ---- | ---- | ---- | ---- | ---- | ---- | ---- |
| 523  | 513  | 585  | 572  | 592  | 506  | 565  | 581  | 524  |

| 1926 | 1931 | 1936 | 1946 | 1954 | 1962 | 1968 | 1975 | 1982 |
| ---- | ---- | ---- | ---- | ---- | ---- | ---- | ---- | ---- |
| 471  | 546  | 523  | 467  | 611  | 665  | 622  | 574  | 511  |

| 1990 | 1999 | 2006 | 2008 | 2013 | 2018 | 2022 | - | - |
| ---- | ---- | ---- | ---- | ---- | ---- | ---- | - | - |
| 507  | 443  | 465  | 471  | 490  | 474  | 479  | - | - |

## Culture locale et patrimoine

### Lieux et monuments
- Église paroissiale Saint-Denys du XIIIe siècle dont il subsiste le chœur ; nef et tour clocher reconstruites en 1897.
- Église paroissiale Saint-Privat à Fermont construite en 1734, date portée par le linteau de la porte ; restaurée en 1868, 1869.
- Chapelle lieu-dit la Roche.
- Monument funéraire* 16e dans le cimetière.
- Monument aux morts.
- Croix de chemin et oratoire à Fermont.
- Château fort à Fermont, propriété de la famille de Housse dans la 2e moitié du XVe siècle, le château fort, dans son état actuel, est absolument indatable.
- Ouvrage de Fermont : ancien gros ouvrage de la ligne Maginot. Le fort de Fermont était l'une des pièces maîtresses de la Ligne construite de 1929 à 1940. Il fut le théâtre de la résistance de la garnison de 600 hommes jusqu'à l'Armistice de 1940. Galerie souterraine à 30 mètres sous terre.

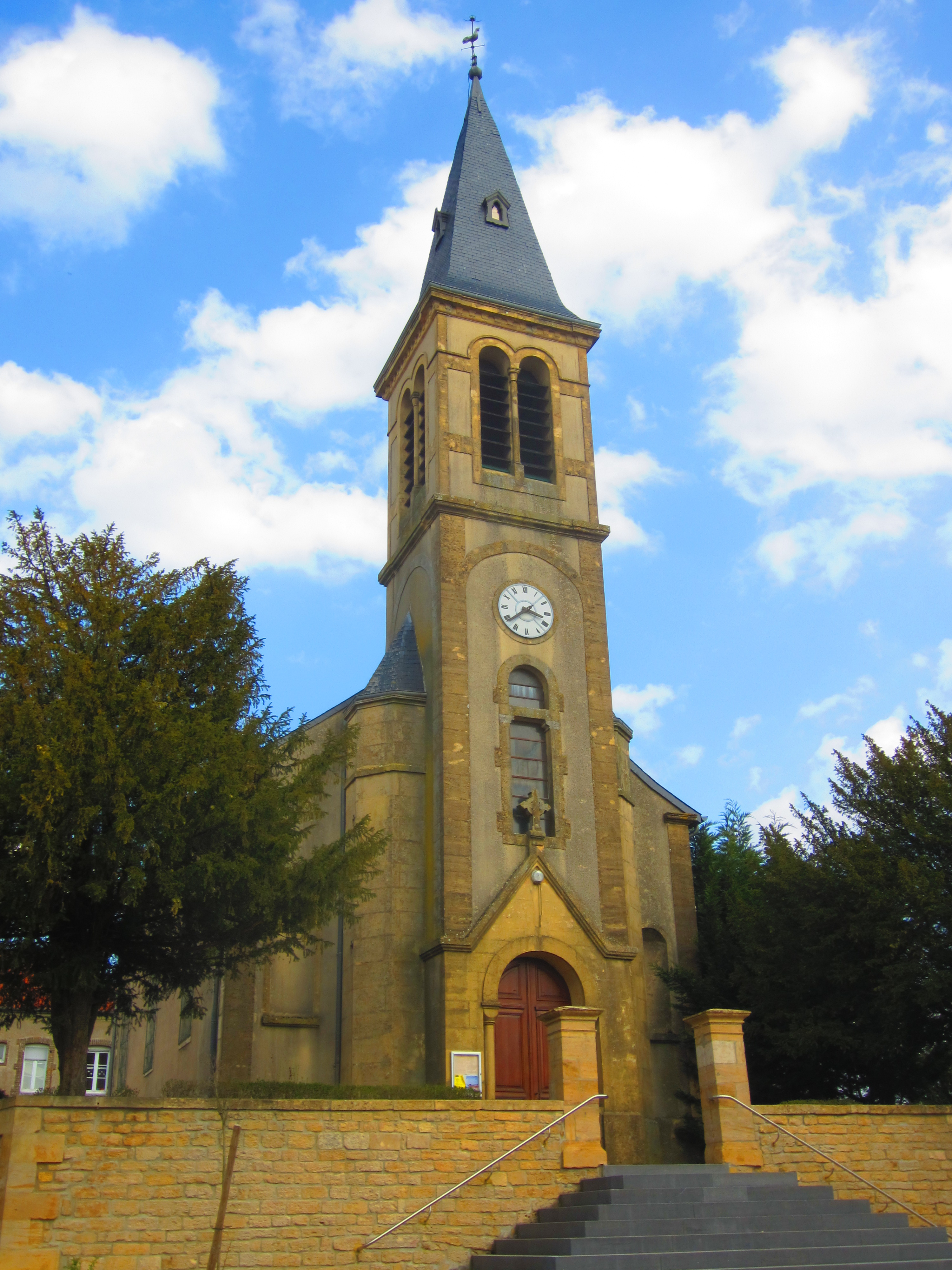
Église Saint-Denys à Montigny-sur-Chiers.
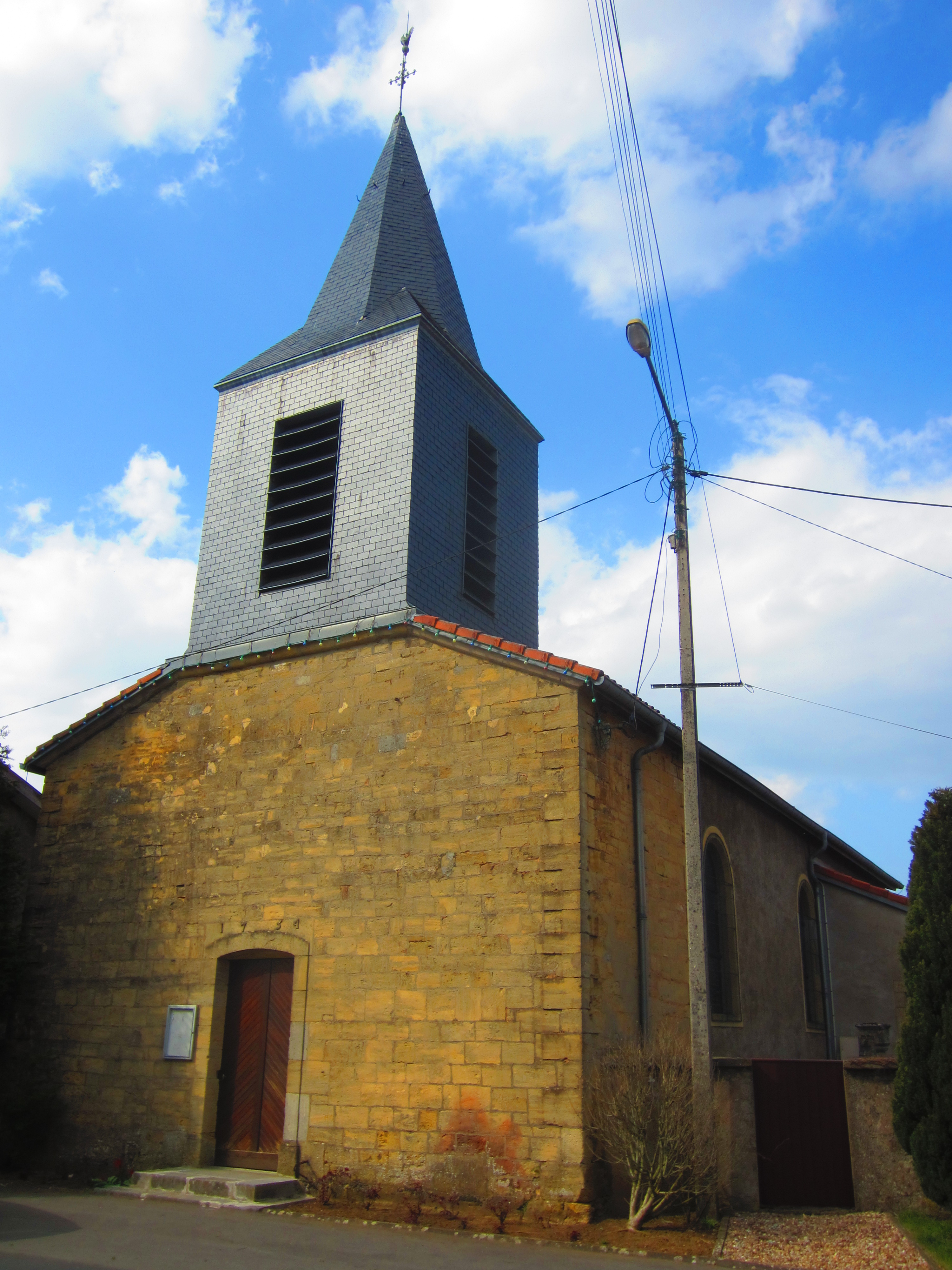
Église Saint-Privat à Fermont.
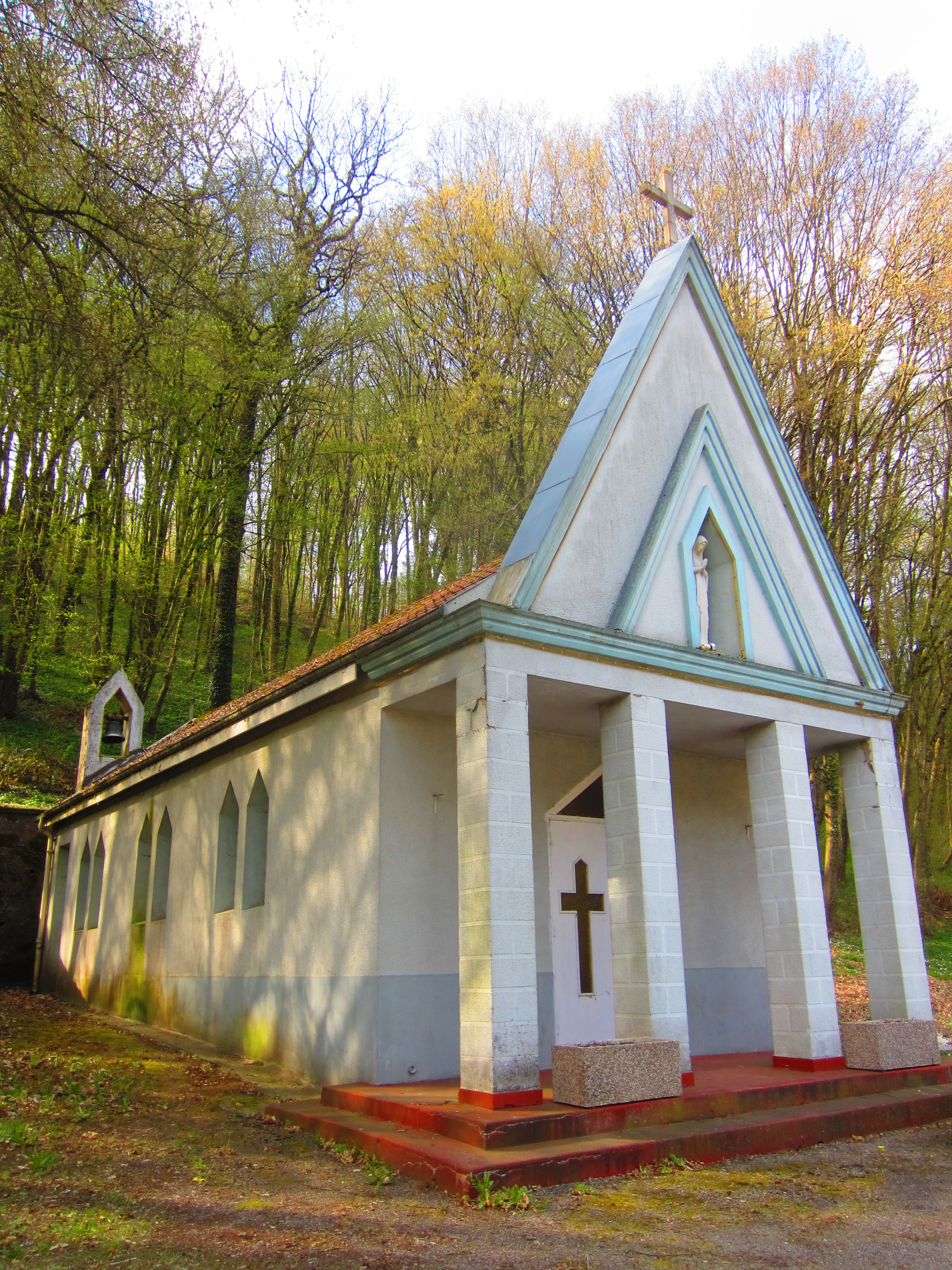
Chapelle à la Roche.
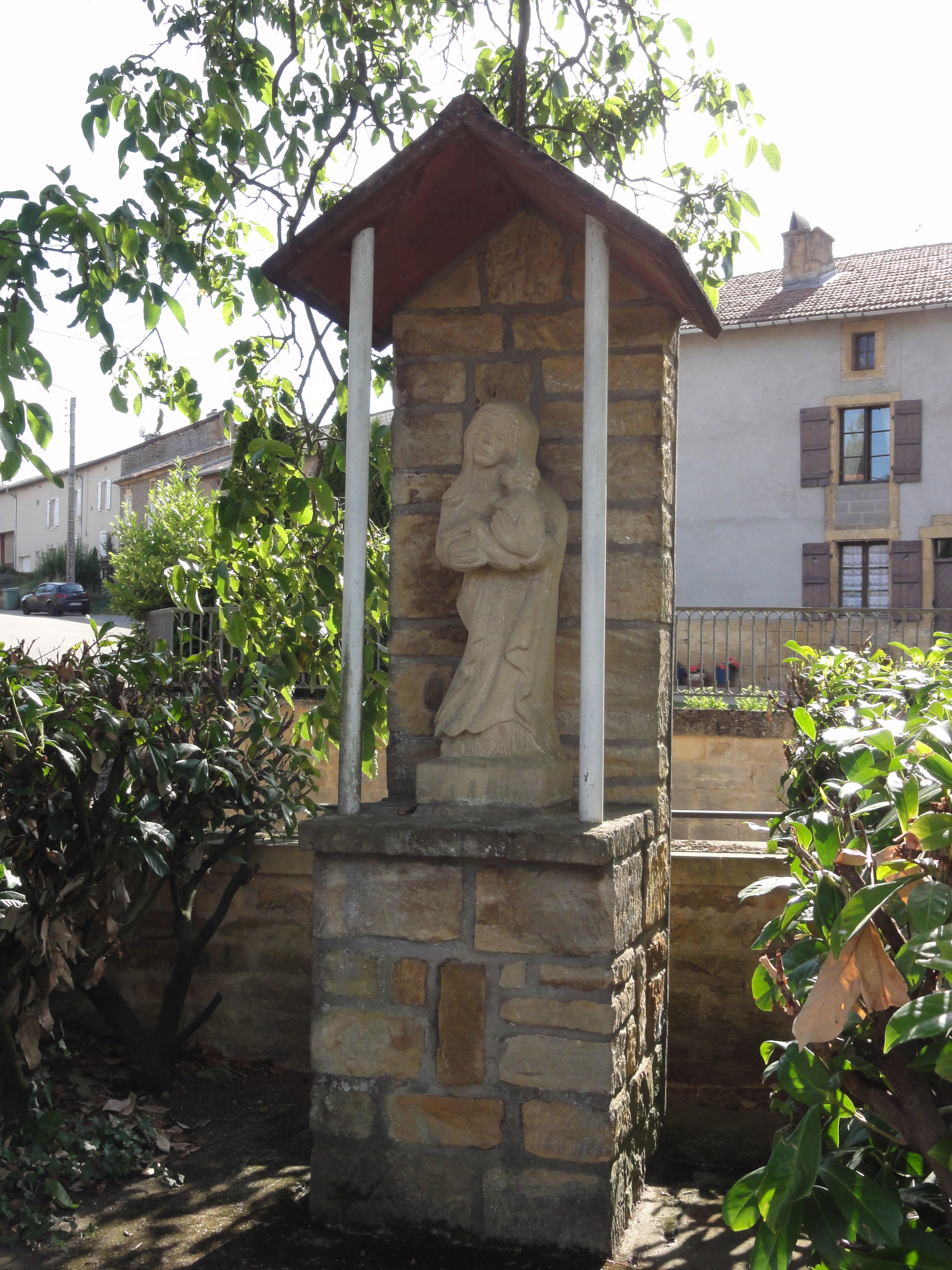
Oratoire à Fermont.
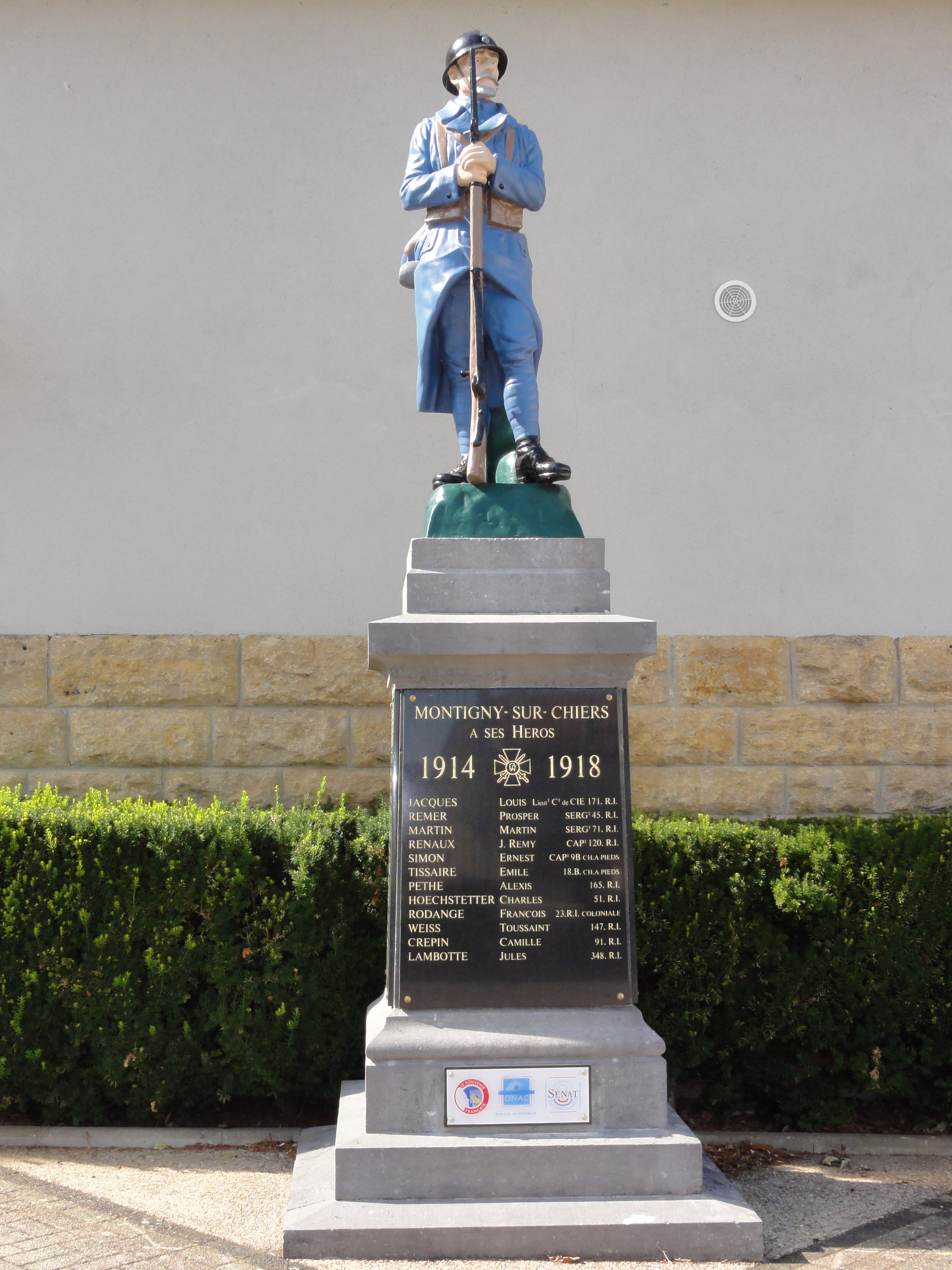
Monument aux morts.

### Héraldique
| Blason de Montigny-sur-Chiers | Blason  | Écartelé : au premier d'or au chêne arraché de sinople, au deuxième de gueules aux deux bars adossés d'or, au troisième de gueules à l'alérion d'argent, au quatrième d'or aux trois roses de gueules. |
| Blason de Montigny-sur-Chiers | Détails | Le statut officiel du blason reste à déterminer. |